# Ago a linguetta

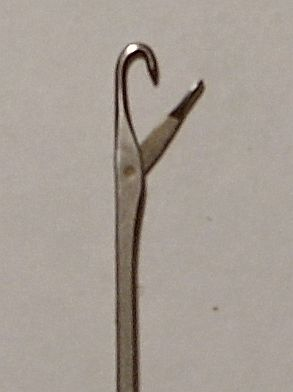
Testa di ungo a linguetta

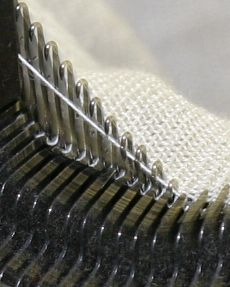
Aghi a linguetta su una macchina circolare per maglieria

L'ago a linguetta (con un uncino a un'estremità chiuso da una linguetta) è un elemento essenziale per poter tessere maglie o calze con macchine per maglieria.
L'invenzione dell'ago a linguetta ha permesso di meccanizzare il lavoro a maglia, giocando un ruolo molto importante nel successo della macchina circolare per maglieria, progettata dall'inventore William H. MacNary, che ha sviluppato una macchina per maglieria circolare con movimento alternato. L'invenzione della doppia linguetta da parte di Durand nel 1881, permise la possibilità di lavorare a maglia tessuti con campioni modellati da sinistra a destra.

## Utilizzo
Nelle macchine per maglieria e calzetteria.
Gli aghi a linguetta possono essere utilizzati su macchine per maglieria (sia macchine per maglieria circolari che rettilinee) e su macchine per maglieria in catena (in particolare macchine Raschel). Se gli aghi possono muoversi individualmente (ad esempio all'interno di un canale dell'ago), allora si tratta di una macchina per maglieria. Nelle macchine per maglieria, invece, gli aghi sono fissati saldamente su una barra e possono essere spostati solo insieme.

## Brevetti
- 1806 - Francia, Pierre Jean-deau:	primo brevetto per un ago di chiusura (noto anche come ago a tazza) senza esempio di utilizzo pratico.[1][2]
- 1847-1849 -Inghilterra, 	Matthew Townsend (Leicester):[3] ago con chiusura (a cilindro, ago ad azione automatica).[4]